# Lasiochalcidia dargelasii
Lasiochalcidia dargelasii is een vliesvleugelig insect uit de familie bronswespen (Chalcididae). De wetenschappelijke naam is voor het eerst geldig gepubliceerd in 1805 door Latreille.